# Swainsons toekan
De swainsons toekan (Ramphastos ambiguus swainsonii), soms ook swainson toekan genoemd is een ondersoort van de Ramphastos ambiguus (zwartsnaveltoekan) en is een vogel uit de toekan familie en de orde der spechtvogels. Zowel de wetenschappelijke als Nederlandse naam voor deze vogel is vernoemd naar de Engelse ornitholoog William Swainson.

## Leefgebied
Deze toekan komt voor in het oosten van Honduras, Nicaragua, Costa Rica, Panama, het noorden van Colombia en Ecuador. De vogel is te vinden van zeeniveau tot ongeveer op 1800 meter hoogte. Hij voelt zich prima thuis in tropisch en subtropische regenwouden en plantages. Droge laaglanden wordt door de vogel meestal vermeden.

## Uiterlijk
Net zoals alle andere toekansoorten heeft de swainsons toekan een grote opvallende snavel. De boven- en voorkant van de snavel is felgeel van kleur. De borst, hals, kin en wangen zijn eveneens felgeel. De ring rondom de oog heeft een bijna fluorescerende groene kleur. De onderkant en de basis van de snavel loopt over van kastanjebruin tot donkerbruin. Boven op de kop, in de nek, op de rug, vleugels en de staart is de vogel zwartgekleurd. De basis van de onderzijde van de staart is kastanjebruin evenals het onderste deel van de borst. De basis van de staart aan de bovenzijde is wit. De poten zijn felblauw. Het mannetje en vrouwtje hebben een identiek uiterlijk. Jonge exemplaren zijn doffer van kleur.
Het mannetje wordt ongeveer 56 centimeter lang en weegt ongeveer 750 gram. Het vrouwtje wordt iets minder groot en blijft steken op een afmeting van 52 centimeter met een gewicht van 580 gram.

## Gedrag
De swainsons toekan leeft meestal in kleine groepen bestaande uit 3 tot 12 vogels. Ze bewegen zich over korte afstanden voort waarbij een vlucht nooit veel verder is dan 100 meter. Op de warmste momenten van de dag zoeken de vogels beschutting in de schaduw in de bomen. Overdag verspreiden de groepen zich soms waarna ze rond de schemering weer verzamelen en soms gezamenlijk roepen. Het roepen wordt vaak beantwoord door andere groepen in de omgeving.
De vogel maakt diverse soorten geluiden. Het meest gemaakte geluid is 'yoo-JIP aa-jip a-jip' en 'keeuriek kirik kirik'. Een ander geluid is 'kiejos taday taday'. Tijdens het roepen gooit de vogel zijn kop in zijn nek, beweegt hij zijdelings over de tak en beweegt hij zijn staart snel op en neer.

## Voedsel
Het voedsel van deze vogel bestaat voornamelijk uit fruit. Daarnaast wordt hun dieet aangevuld met insecten, hagedissen, kleine slangen, jonge vogels, vogel eieren en soms kleine zoogdieren zoals muizen. Tijdens het eten houdt de vogel zijn prooi vast onder zijn poten en trekt deze met zijn snavel in stukken.

## Voortplanting
De vogel nestelt in boomholtes welke zijn ontstaan door rotting of hij gebruikt hier een verlaten spechtennest. Soms verjaagt de toekan ook de specht vanuit zijn hol om deze van hem in te pikken. Het broedseizoen is afhankelijk van het leefgebied van januari tot en met juni. Het hoogtepunt van het broedseizoen ligt van begin april tot begin juni. De broedtijd bedraagt 17 tot 19 dagen. Na hun 9e levensweek kunnen de jongen zelfstandig hun eten vinden.

## Bijgeloof
In Centraal- en Zuid-Amerika wordt de toekan geassocieerd met kwade geesten. Sommige stammen geloven dat de toekan een reïncarnatie is van een demon. Sommige geloven ook dat het vlees van een toekan niet mag gegeten worden als een man juist vader is geworden. Het bijgeloof zegt dat dan op het pasgeboren kind een vloek zal rusten.

## Afbeeldingen

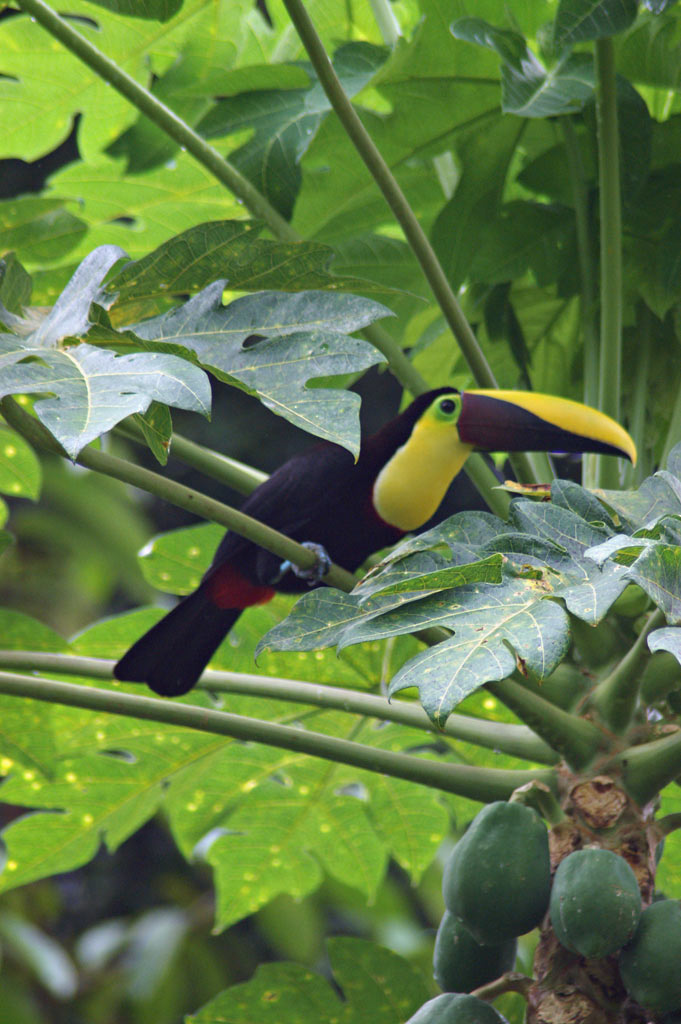
Swainsons toekan in Tortuguero National Park - Costa Rica
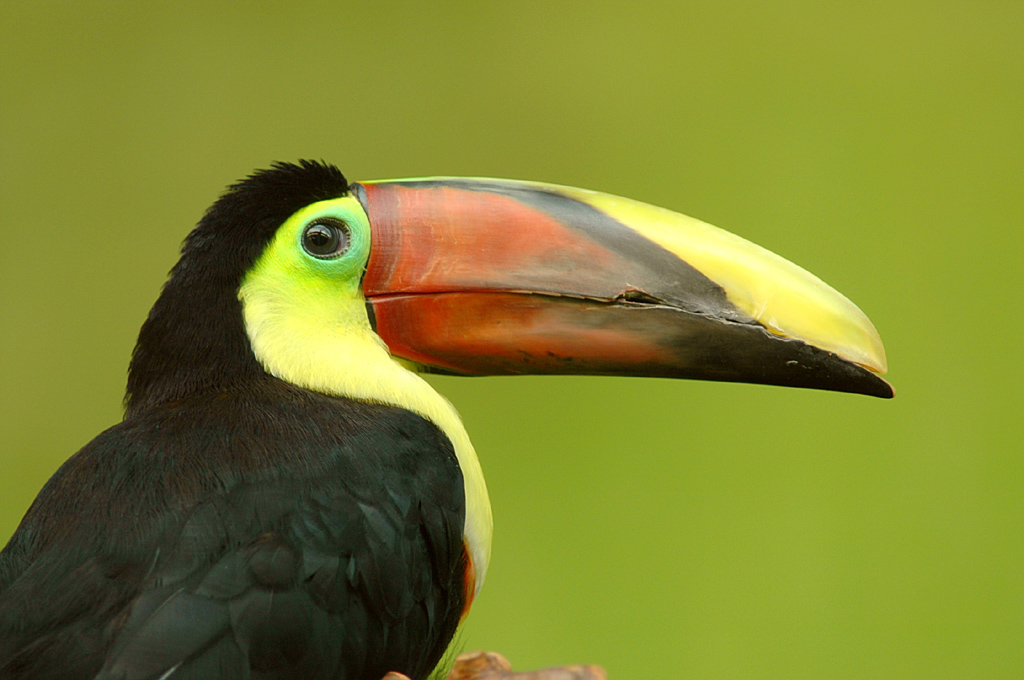
Swainsons toekan